# 타지크 소비에트 사회주의 공화국의 국장

타지크 소비에트 사회주의 공화국의 국장

타지크 소비에트 사회주의 공화국의 국장은 1937년 3월 1일에 제정되어 1992년까지 사용되었다.
국장 가운데에는 빨간색 별이 그려져 있으며, 빨간색 별 안에는 금색 낫과 망치가 그려져 있다. 빨간색 별 아래쪽에는 떠오르는 금색 태양이 그려져 있으며, 국장 왼쪽에는 목화가, 국장 오른쪽에는 밀 이삭이 장식되어 있다.
국장 아래쪽에는 빨간색 리본이 목화와 밀 이삭을 묶고 있으며, 빨간색 리본 가운데에는 "타지크 소비에트 사회주의 공화국"이라는 국명이 타지크어("РСС Тоҷикистон")와 러시아어("Таджикская ССР")로 쓰여져 있다.
리본 양쪽에는 소련의 나라 표어인 "만국의 노동자여, 단결하라!"라는 문구가 쓰여져 있는데, 왼쪽에는 타지크어("Пролетарҳои ҳамаи мамлакатҳо, як шавед!")로, 오른쪽에는 러시아어("Пролетарии всех стран, соединяйтесь!")로 쓰여져 있다.

타지크 소비에트 사회주의 자치 공화국의 국장 (1924년-1929년)
타지크 소비에트 사회주의 자치 공화국의 국장 (1929년-1931년)
타지크 소비에트 사회주의 공화국의 국장 (1931년-1935년)

## 같이 보기
- 소련의 국장
- 타지키스탄의 국장